# Svensk ASCII
Svensk ASCII är en 7-bits teckenkod som användes i Sverige innan Latin-1 (ISO-8859-1) fick genomslag. SUNET:s rekommendation att använda svensk 7-bits teckenkod i datorpost upphörde den 1 januari 1995.
Den kan påträffas i äldre utrustning eller applikationer, där resultatet kan bli att bokstäverna "å ä ö Å Ä Ö" visas som tecknen "} { | ] [ \" eller vice versa. Det är dessa tecken som ersatts i original-ASCII för att skapa den svenska varianten.
Standarden kallas även SIS 63 61 27, och kallas i MIME för SEN_850200_B. Den har även kallats SF7 på svenska BBS:er under 1990-talet.